# Campeonato do Mundo de Clubes de Hóquei em Patins Feminino
O Campeonato do Mundo de Clubes  de Hóquei em Patins Feminino era uma competição internacional não oficial de Hóquei em Patins organizada pela FIRS em que se enfrentavam alguns dos melhores clubes de Hóquei em Patins feminino do mundo. 
A primeira edição foi realizada em 1997, em Springe (Alemanha), e a Portuguesa dos Desportos venceu a competição.
A segunda edição foi realizada em 1999 na Maia (Portugal) e a Portuguesa dos Desportos voltou a vencer a competição.
A terceira edição foi realizada em 2001 na Maia (Portugal) e o CD Nortecoope venceu a competição.
A quarta e última edição até foi realizada em 2002 na Maia (Portugal) e o CD Nortecoope voltou a vencer a competição.

## Estatísticas

### Vitórias por equipa
| Vitórias | Equipas                  |
| -------- | ------------------------ |
| 2        | CD Nortecoop             |
| 2        | Portuguesa dos Desportos |

### Vitórias por país
| Vitórias | País     |
| -------- | -------- |
| 2        | Portugal |
| 2        | Brasil   |